# Craigsville (Virgínia Ocidental)
Craigsville é uma Região censo-designada localizada no estado norte-americano de Virgínia Ocidental, no Condado de Nicholas.

## Demografia
Segundo o censo norte-americano de 2000, a sua população era de 2204 habitantes.

## Geografia
De acordo com o United States Census Bureau tem uma área de
15,7 km², dos quais 15,7 km² cobertos por terra e 0,0 km² cobertos por água. Craigsville localiza-se a aproximadamente 576 m acima do nível do mar.

## Localidades na vizinhança
O diagrama seguinte representa as localidades num raio de 28 km ao redor de Craigsville.